# ویتروشیتسه
ویتروشیتسه (به چکی: Větrušice) یک منطقهٔ مسکونی در جمهوری چک است که در شهرستان پراگ-شرق واقع شده‌است.
 ویتروشیتسه ۲٫۸۶ کیلومتر مربع مساحت و ۴۸۶ نفر جمعیت دارد و ۲۶۱ متر بالاتر از سطح دریا واقع شده‌است.